# 津軽為盛
津軽 為盛（つがる ためもり）は、江戸時代前期の弘前藩士。

## 経歴
陸奥国弘前藩2代藩主の津軽信枚の五男として誕生した。
正保5年（1648年）、重臣の一部らと共に兄の藩主信義を廃し、信義の弟の信英を擁立しようとしたが露見し、その結果流罪になった、もしくは翌年妻子と共に切腹したとも言われている（正保の騒動）。